# Петър Манджуков (революционер)
 Тази статия е за революционера.  За бизнесмена вижте Петър Манджуков (бизнесмен).  
Петър Георгиев Манджуков с псевдоними Ал-Манджук, Брут, Илия Дуров е български революционер анархист, деец на Вътрешната македоно-одринска революционна организация и Върховния македоно-одрински комитет.

## Биография
Роден е в 1878 година в скопското село Мирковци, тогава в Османската империя, днес в Северна Македония. Брат е на полковник Спас Манджуков, а митрополит Натанаил Охридски му е вуйчо. Основно образование завършва в Ловеч, а средно в Пловдив, където учи в гимназията „Княз Александър I“. Става един от учредителите на анархисткия Македонски таен революционен комитет, поради което е изключен. Учи в Казанлък и завършва педагогическото училище в Лом, а по-късно следва химия в Женевския университет. Член е на така наречената Женевска група.
През есента на 1898 година прекъсва образованието си и се връща в Македония и става член на ВМОРО. Манджуков и приятелите му решават да оберат митрополит Синесий Скопски. Опитът се проваля и Манджуков е задържан от местни българи и предаден на османските власти. Осъден през март 1899 година на доживотен затвор за конспирация. Манджуков обжалва присъдата и още същата година съдът го освобождава поради недоказаност на обвинението. 
Влиза в четата на Гоце Делчев и през 1899 година обикаля Пирин, Алиботуш и Боздаг. През 1900 година с Павел Шатев, Слави Мерджанов и Петър Соколов участва в изкопните работи за тунел под „Отоман банк” в Цариград.
След ареста и освобождаването си емигрира в България и става член на Върховния комитет. След овладяването на комитета от Иван Цончев на Деветия конгрес през август 1901 година и настъпилото разцепление в организацията подкрепя крилото на Христо Станишев. С Отворено писмо обвинява Цончев, че компрометира македоно-одринското дело, и че го поднася „пред краката на българския княз“ „за една паница леща“.
През септември 1901 година Манджуков начело на малка чета предприема опит да освободи от Одринския затвор приятеля си Слави Мерджанов, като за целта планира да плени Ориент Експрес и отвлече като заложници пътниците. Начинанието претърпява провал. Закъсал за пари, през лятото на 1902 г. в София той скроява убийството на свой познат от Цариград, след като предварително без негово знание го застрахова на свое име за крупна сума, която да бъде изплатена на трето лице. Начинанието се проваля, поради внезапното отпътуване на неведомата жертва. След провала на поредното си начинание Манджуков известно време се препитава с изнудване в полза на Върховния комитет.
От пролетта на 1903 година Петър Манджуков е войвода на чета на Върховния комитет в Родопите. Негов четник е и Андон Дечев. С новата чета Манджуков се отправя да разруши железопътната линия Кръстополе – Ксанти, за да предотврати прехвърлянето на османски войски към Солун. Бдителността на турската железопътна охрана проваля и това начинание. Манджуков узнава от вестниците за Солунските атентати и за смъртта на самите атентатори, сред които са най-близките му приятели. По време на Илинденско-Преображенското въстание е войвода на чета в Ахъчелебийския революционен район. След въстанието Манджуков извършва първото си убийство по поръчка на комитета. Набелязаната жертва е турчин, тероризиращ българското население в региона. Само четири дни след това следва нова поръчка, този път за убийството на българин от Лъкавица. Часови на спящата чета, Манджуков преосмисля ролята си на наемен убиец на организация, чужда на анархистическите му възгледи и къса с ВМОК. Както пише самият той:
| „ | Решението биде взето. Аз сложих моята собствена къса манлихера на земята, свалих поясока с пачките манлихерови патрони и го поставих до пушката; свалих раницата с всичко, което принадлежеше на организацията в с. Карлуково. (...) На душата ми бе леко. Съзнавах, че разума и нравственото чувство в мене бяха взели връх. Редко съм бивал така доволен от себе си, както тогава. | “ |

От есента на 1904 година работи в Казанлък в службата по борба с пороищата и залесяването. От 1907 до 1909 година учи лесовъдство в Нанси.
Участва в Балканските и в Първата световна война. Манджуков заедно с Михаил Герджиков е сред учредителите на Федерацията на анархо-комунистите в България през 1919 година. До 1936 година работи като лесовъд в Казанлък, Карлово, Пещерско, Разлог и на други места.
Манджуков е автор на „Одисеята на първите“ (1974), на неиздадената книга „Богомилството“ и на „Предвестници на бурята“ (1993) – част от обширна художествено-мемоарна книга, посветена на борбите на македонските българи от 1895 до 1903 година. Според литературния критик Владимир Янев:
| „ | Мемоарите на Манджуков са ценни както за националното самопознание, така и с умението на автора да представя историческото битие чрез интригуващи образи и ситуации. Тук особено значима е функцията на езика – естествен и ползващ се от различни стилови възможности, извисено интелигентен и в същото време дълбоко народностен. Забележителната книга все още не е осмислена в историко-философските и художествените си аспекти. Ярка е физиономичността ѝ – тя е от редките и изненадващи проявления на българската книжнина. | “ |

Умира на 1 януари 1966 година в Пловдив.